# Sybille Gruner
Sybille Gruner (* 18. Mai 1969 in Erfurt) ist eine ehemalige deutsche Handballspielerin. Sie wurde 1993 mit der deutschen Nationalmannschaft Weltmeisterin.

## Vereinskarriere
Die Rückraumspielerin spielte zwölf Jahre für Bayer Leverkusen, bis sie 2002 ihre Karriere beendete.

## Trainerin
Nach ihrer Spielerkarriere blieb sie dem Verein noch bis 2006 als Co-Trainerin erhalten. Seit 2008 leitet sie den DHB-Stützpunkt in Leverkusen. Seit 2013 ist sie als Cheftrainerin der Jugendabteilung von Bayer Leverkusen tätig. Am 25. April 2018 wurde vermeldet, dass Sybille Gruner zum TuS Königsdorf als Trainerin für den Mädchenbereich wechseln wird. Von Oktober 2020 bis Dezember 2021 trainierte die A-Lizenzinhaberin zusätzlich die deutsche U17-Nationalmannschaft.

## Privates
Sybille Gruner ist von Beruf Controllerin. Sie ist verheiratet und hat zwei Kinder.

## Erfolge
- Handballweltmeister 1993
- Vizeeuropameister 1994
- DDR-Meister 1984, 1988
- DHB-Pokalsieg 1991, 1992
- 4. Platz bei den Olympischen Spielen 1992
- 3. Platz bei der Junioren-WM 1987